# Diocesi di Oulu
La diocesi di Oulu (in finlandese Oulun hiippakunta) è una diocesi della chiesa evangelica luterana della Finlandia presieduta dalla vescovo di Oulu, che risiede nella cattedrale di Oulu.
La diocesi era stata originariamente istituita a Kuopio nel 1851 scorporandola da quella di Porvoo oggi di Tampere, ma nel 1900 lo zar Nicola II ne ordinò il trasferimento a Oulu. Una nuova diocesi di Kuopio è stata invece creata nel 1939 scorporandola appunto da quella di Oulu. La diocesi conta circa 480.000 membri ed è largamente la più ampia del paese. Le più grandi parrocchie all'interno della diocesi sono le chiese di Kalajoki, Kittilä, Kokkola, Liminga, Oulu e Rovaniemi. L'attuale vescovo di Oulu è Jukka Keskitalo.

## Cronotassi dei vescovi
Vescovi di Kuopio
- 1851–1884: Robert Frosterus
- 1885–1897: Gustaf Johansson
- 1897–1899: Otto Immanuel Colliander

Vescovi di Oulu
- 1900–1936: Juho Koskimies
- 1936–1943: Juho Mannermaa
- 1943c: Yrjö Wallinmaa
- 1943–1954: Väinö Malmivaara
- 1954–1963: Olavi Heliövaara
- 1963–1965: Leonard Pietari Tapaninen
- 1965–1979: Kaarlo Johannes Leinonen
- 1979–2000: Olavi Rimpiläinen
- 2001–2018: Samuel Salmi
- 2018–in carica: Jukka Keskitalo